# محسن رضایی در انتخابات ریاست‌جمهوری ایران (۱۳۸۸)
محسن رضایی از نامزدهای دوره دهم ریاست جمهوری ایران بود. وی در بین نامزدهای رسمی انتخابات، آخرین فردی بود که به صحنه وارد شد. رضایی با ایده دولت ائتلافی و به صورت مستقل وارد انتخابات شد.
در طول چهار سال ریاست جمهوری محمود احمدی نژاد، رضایی تلاش کرد که اصولگرایان منتقد محمود احمدی نژاد، رئیس جمهوری وقت را حول محور خود و چهره‌های سرشناس جریان موسوم به اصولگرا، از جمله علی لاریجانی، محمدباقر قالیباف و علی اکبر ولایتی جمع نماید. 
رضایی در سخنرانی‌های اخیر خود به شدت از سیاست‌های دولت محمود احمدی نژاد انتقاد کرده و گفته‌است: «اگر مسیر فعلی[در سیاست خارجی] ادامه پیدا کند ما به سمت پرتگاه می‌رویم.»

## فعالیت‌های انتخاباتی
- رضایی، طی حکمی داوود دانش جعفری را به عنوان رئیس ستاد انتخاباتی خود تعیین کرد.[۱] همچنین حسن بیادی[۲]، غلامرضا فروزش[۳]، لیلی بروجردی [۴] و صادق طباطبایی [۵] به عنوان مشاوران وی انتخاب شدند.

- کمیته ورزش ستاد انتخاباتی محسن رضایی، به ریاست یدالله اکبری شروع به فعالیت کرد. مجتبی جباری، ایمان مبعلی، آرش میراسماعیلی و وحید شمسایی در این کمیته فعالیت می‌کنند.[۶]

### شعارها و و برنامه‌های انتخاباتی
- «ما نباید در ایران اقلیت و اکثریت داشته باشم و طرح مباحثی چون شهروند درجه یک و دو نیز کاملاً بیهوده و مخرب است.» [۷]
- طرح‌هایی نظیر ساخت دو منطقه گردشگری، پرداخت وام به دانشجویان، بیمه زنان خانه دار و پرداخت حقوق به آن‌ها ارائه نموده‌است. [۷]
- «اگر آمریکا برخی سیاست‌های خود را تغییر دهد ما هم تغییر می‌کنیم.» [۷]
- رضایی رابطه با آمریکا وابسته به سیاست‌های سید علی خامنه‌ای، رهبر ایران، دانسته‌است با این حال به نظر او ایران باید «یک بسته جدید سیاست خارجی با عنوان تغییرات متقابل به آمریکا» ارائه دهد که حاوی «حوزه‌های همکاری و اختلاف با آن کشور» باشد. [۷]

## تبلیغات انتخاباتی

### فیلم انتخاباتی
سه فیلم مستند انتخاباتی رضایی در روزهای ۱۰ خرداد (۲۱:۴۵ شبکه یک)، ۱۲ خرداد (شبکه جام جم) و ۱۹ خرداد (۲۱:۴۵ شبکه یک) هر کدام به مدت ۳۰ دقیقه پخش شده‌است. فیلم‌های رضایی را محمدعلی فارسی کارگردانی کرده‌است.

## حامیان

### احزاب حامی
- جبهه خدمتگزاران[۹]
- حزب توسعه و عدالت[۱۰]
- حزب اسلامی ایران آباد[۱۱]
- مجمع اسلامی آرمان ملت ایران[۱۲]
- جبهه وفاق ملی[۱۳]
- جمعیت آبادگران جوان[۱۳]
- ایثارگران انقلاب اسلامی[۱۳]
- ائتلاف بزرگ زاگرس[۱۳]
- جبهه متحد زنان اصولگرا[۱۳]
- جمعیت زنان مسلمان[۱۳]
- جامعه اسلامی زنان[۱۳]
- جمعیت منصورون[۱۴]، جمعی از فضلای حوزه علمیه قم[۱۵]

### اشخاص حامی
- داوود دانش جعفری
- صادق طباطبایی
- سید صفدر حسینی[۱۶]
- عماد افروغ[۱۷]
- حسن طاهری خرم‌آبادی [۱۸]
- محمدعلی موحدی‌کرمانی[۱۹]
- رضا استادی[۲۰]
- علی فتح الله زاده[۲۱]
- امیدوار رضایی[۲۱]
- سعید صادقی
- ناصر شفق
- اکبر غمخوار
- مصطفی آجورلو
- عزیزالله محمدی
- علی نظری جویباری[۲۱]
- محمد درخشان
- امیررضا خادم[۲۲]
- علی مطهری[۲۳]
- سید علی اصغر دستغیب[۲۴]
- نفیسه فیاض بخش[۲۵]
- غلامرضا فروزش[۲۵]
- رضا طلایی نیک[۲۵]

### ورزشکاران حامی
- یدالله اکبری[۲۶]
- مجتبی جباری[۲۶]
- ایمان مبعلی[۲۶]
- آرش میراسماعیلی[۲۶]
- وحید شمسایی[۲۶]
- علی انصاریان[۲۶]
- حسین روحانی[۲۶]
- مجتبی ملکی[۲۶]
- امیر قرایی[۲۶]
- علی معلومات[۲۶]
- بهنام ابوالقاسم پور[۲۶]
- مسعود خسروی نژاد[۲۶]
- امیر قلعه نوعی[۲۵]
- بهزاد غلامپور[۲۵]
- محمود فکری[۲۵]

## رویکرد انتخاباتی
رضائی با ایده دولت ائتلافی کارآمد از تمام ظرفیت موجود در کشور وارد صحنه انتخابات شد و پس از آن جزئیات طرح خود را بیان کرد. با اینحال شعار اصلی وی در انتخابات انقلاب اقتصادی، تحول فرهنگی و اصلاح سیاسی است. وی مولفه‌های سه قسمت این شعار را بیان داشته‌است.

## پس از انتخابات ۱۳۸۸
محسن رضایی هم چون میر حسین موسوی و مهدی کروبی به نتایج انتخابات اعتراض نمود و آرای خود را بسیار فراتر از نتایج اعلام شده دانست ولی چندی بعد به دلیل مصالح کشور از اعتراض خود به شورای نگهبان انصراف داد.